# Sinnerbo
Sinnerbo är en liten by i Högsby kommun, Kalmar län i Småland. Byn har rötter ända tillbaka till stenåldern då fornfynd har påträffats i området.